# Ignacio Uría Mendizábal
Ignacio Uría Mendizábal (Azpeitia, 4 de gener de 1938 - Azpeitia, 3 de desembre de 2008) fou un empresari basc, propietari de la constructora Altuna y Uría, juntament amb els seus dos germans. Fou assassinat per membres d'ETA amb relació a la campanya contra la "Y basca", la xarxa del TAV d'Euskadi.
Nascut a la localitat basca d'Azpeitia el 4 de gener de 1938, començà la carrera laboral com a peó d'obra, ofici que va aprendre del seu pare, Alejandro. Fou justament el seu pare, associant-se amb la família Altuna, qui fundaren una petita empresa de construcció, que a poc a poc va anar prosperant fins a ser una de les més dinàmiques del teixit empresarial guipuscoà amb una plantilla de 370 treballadors. Als anys 80, Uría i els seus dos germans van comprar les participacions de la família Altuna, passant a gestionar la totalitat de l'empresa.
L'empresa va rebre una concessió per la realització de part del recorregut de la Y basca, un sistema ferroviari d'alta velocitat que comunicà les tres capitals dels territoris històrics que conformen Euskadi. Per aquest motiu, l'empresa va rebre amenaces i saboteigs per part d'ETA des de 2007.
El dimecres 3 de desembre de 2008, quan les obres del TAV encara estaven en procés, dos membres d'ETA assassinaren l'empresari amb dos tres de bala, quan anava caminant pels carrers d'Azpeitia. En aquells moments tenia 71 anys i, tot i estar jubilat, seguia anant a treballar a l'empresa.